# Nam Nghĩa
Nam Nghĩa là một xã thuộc huyện Nam Đàn, tỉnh Nghệ An, Việt Nam.
Xã Nam Nghĩa có diện tích 12,21 km², dân số năm 2015 là 4522 người, mật độ dân số đạt 371 người/km².